# La llegenda d'un valent
La llegenda d'un valent (títol original en anglès: The Long Duel) és un film britànic de Ken Annakin, estrenada el 1967. Ha estat doblada al català.

## Argument
El 1920, al Fort de Najibadad, a la frontera del nord de les Índies orientals, els Banthas, una tribu de nòmades, són empresonats per l'oficial Stafford sota un pretext fútil. Sultan, cap de la tribu, aconsegueix evadir-se i decideix organitzar una revolta. Refugiat a la muntanya amb el seu exèrcit, Sultan desbarata les trampes parades pels soldats anglesos, tot evitant abocar sang...

## Repartiment
- Yul Brynner: Sultan
- Trevor Howard: el capità Young
- Charlotte Rampling: Jane
- Harry Andrews: el surperintendent Stafford
- Maurice Denham: el governador
- Laurence Naismith: McDougal
- Patrick Newell: el coronel
- Paul Hardwick: Jamadar
- Virginia North: Champa
- Andrew Keir: Gungaram
- George Pastel: Ram Chand
- Rafiq Anwar: Pahelwan
- Shivendra Shina: Abdul
- Aldo Sanbrel: Prom
- Zhora Segal: Devi